# Uno scacco tutto matto
Uno scacco tutto matto è un film del 1968 diretto da Roberto Fizz. È stato rieditato col titolo 6 simpatiche carogne (Uno scacco tutto matto).

## Trama
Tutti gli impiegati di una banca vengono rapiti dalla banda di Sir George McDowell alla vigilia di un grosso pagamento e sostituiti con altrettanti sosia. Il colpo riesce, ma i rapiti riescono a fuggire e ad avvertire la polizia.

## Distribuzione
Il film venne inizialmente distribuito in varie città col titolo Uno scacco tutto matto nell'agosto 1968. Dopo un paio di mesi, per motivi commerciali, venne ridistribuito con maggior tiratura col titolo 6 simpatiche carogne.

## Critica
(l'Unità, 23 agosto 1968)